# Nos nuits à Rodanthe
Pour plus de détails, voir Fiche technique et Distribution.
Nos nuits à Rodanthe ou Le Temps d'un ouragan au Québec (Nights in Rodanthe), est un film américano-australien réalisé par George C. Wolfe, sorti en 2008.
Il est adapté au cinéma à la suite du succès du livre du même nom, de Nicholas Sparks. Les deux principaux acteurs sont Richard Gere et Diane Lane, qui avaient déjà tourné ensemble dans Cotton Club (1984) et Infidèle (2002).

## Synopsis
En récupérant son fils et sa fille pour le week-end, Jack (Christopher Meloni) explique à son ex-femme Adrienne (Diane Lane) qu'il veut revenir vivre avec elle. Elle lui demande du temps pour réfléchir, car Jack l'avait quittée pour une autre femme.
Adrienne part à Rodanthe, en Caroline du Nord, pour se changer les idées au bed-and-breakfast d'une amie. La maison sur pilotis est rustique, mais romantique car située sur une magnifique plage.
Il y a seulement un hôte pour le week-end, Paul (Richard Gere), un chirurgien qui arrive à l'auberge avec des problèmes émotionnels. En effet, une de ses opérations s'est terminée tragiquement et la famille du patient, qui vit à Rodanthe, veut le poursuivre en justice.
Une tempête éclate, et Paul et Adrienne protègent la vieille auberge. Ils dînent ensemble, partagent leurs histoires et la soirée finit dans la chambre à coucher. La romance est née. Sur les conseils d'Adrienne, Paul rencontre le mari de la patiente défunte et fait face à sa propre douleur.
Paul quitte Rodanthe pour s'envoler en Amérique du Sud, où vit son fils Mark (James Franco). Paul veut se réconcilier avec Mark, sur les conseils d'Adrienne. Paul reconnaît sa culpabilité, et avoue avoir fait passer sa carrière avant son fils. Père et fils pratiquent ensemble la médecine en Amérique du Sud. Pendant ce temps, Adrienne et Paul échangent de nombreuses lettres exprimant leur désir de se revoir.
Malheureusement, Paul est tué dans une coulée de boue avant qu'il ne puisse la revoir. Mark se rend à Rodanthe, et apporte à Adrienne la nouvelle tragique, une boîte d'effets personnels de Paul et les lettres reçues. Il lui exprime sa gratitude pour lui avoir ramené son père.
Adrienne est finalement laissée seule avec sa douleur intenable, et il n'y a personne d'autre pour lui offrir le réconfort.

## Fiche technique
- Titre français : Nos nuits à Rodanthe
- Titre québécois : Le Temps d'un ouragan
- Titre original : Nights in Rodanthe
- Réalisation : George C. Wolfe
- Scénario : Ann Peacock, John Romano, Ken Hixon, d'après le roman Nights in Rodanthe de Nicholas Sparks
- Photographie : Affonso Beato
- Musique : Jeanine Tesori
- Montage : Brian A. Kates
- Pays de production :  États-Unis,  Australie
- Genre : Mélodrame
- Durée : 97 minutes
- Dates de sortie : 
  - États-Unis : 26 septembre 2008
  - France : 11 mars 2009

## Distribution
- Diane Lane (VF : Hélène Chanson ; VQ : Anne Bédard) : Adrienne Willis
- Richard Gere (VF : Richard Darbois ; VQ : Hubert Gagnon) : Dr Paul Flanner
- James Franco (VF : Stéphane Pouplard ; VQ : Martin Watier) : Dr Mark Flanner
- Scott Glenn (VQ : Jean-Marie Moncelet) : Robert Torrelson
- Christopher Meloni (VF : Bernard Lanneau ; VQ : Benoît Rousseau) : Jack Willis
- Viola Davis (VQ : Johanne Garneau) : Jean
- Pablo Schreiber (VF : David Krüger ; VQ : Philippe Martin) : Charlie Torrelson
- Mae Whitman (VF : Émilie Rault ; VQ : Éveline Gélinas) : Amanda Willis
- Charlie Tahan (VQ : Célia Gouin-Arsenault) : Danny Willis
- Becky Ann Baker (VF : Marie-Madeleine Burguet-Le Doze ; VQ : Marika Lhoumeau) : Dot

 Source et légende : version française (VF) sur RS Doublage

## Production

### Lieu de tournage
Le film a été tourné sur place, dans le petit village côtier de Rodanthe, au nord des zones habitées de l'île Hatteras (Caroline du Nord).

## Accueil

### Réception critique
Le film a été assez mal reçu dans les pays anglophones. Ainsi, le site web Metacritic lui attribue la note de 39/100. Quant au site Rotten Tomatoes, il parle d'un film à l'eau de rose raté, que le talent de Richard Gere et Diane Lane ne peuvent rattraper. Le London Times inclut Nos Nuits à Rodanthe dans les cent pires films de 2008.

### Box office
Le film débute à la deuxième place au box-office américain lors de sa sortie, en récoltant  13,418 millions de dollars durant son premier weekend, derrière L'Œil du mal.
Bien que le film ait été beaucoup critiqué, il a rapporté 84.375,061 de dollars à travers le monde.